# 야카베역
야카베역(일본어: 矢加部駅)은 일본 후쿠오카현 야나가와시에 위치한 서일본 철도 덴진오무타 선의 역이다. 역 번호는 T38이다.

## 역사
- 1937년 10월 1일: 영업 개시.
- 2008년 5월 18일: IC카드 nimoca 사용 개시.
- 2017년 2월 1일: 역 번호 도입.

## 역 구조
단선 승강장 1면 1선의 고가역에서 과거에는 구름다리로 통하는 계단을 올라간 곳에 목조 역사가 있었다. 니시테쓰 후쿠오카(덴진) 방향에서 본 첫 열차 교환이 가능하지 않은 역이다. 아지사카역과 도쿠마스역과 동시에 덴진오무타 선에 3개 있는 무인역 중 1개이다. 승강장이 3량 편성분 밖에 없으므로 4량 이상의 열차가 본 역에 정차하면 일부 차량이 승강장에서 벗어나기 때문에 구시와라 역과 마찬가지로 일부 차량만 문을 개폐하는 조치를 취하고 있으며 엘리베이터와 에스컬레이터가 존재하지 않으므로 승강장에 올라갈 때는 긴 계단을 이용한다.

## 역 주변
- 야나가와 시립 야카베 초등학교 - 역의 서쪽
- 할리우드 월드 미용 전문학교 - 역의 남서쪽
- 국도 제208호선 - 역 바로 옆(서쪽)을 지나고 있다.
- 미하시라 신사 - 역 남쪽으로 약 400m

## 인접역
| 서일본 철도 ■ 덴진오무타 선             | 서일본 철도 ■ 덴진오무타 선 | 서일본 철도 ■ 덴진오무타 선      |
| --------------------------------------- | --------------------------- | -------------------------------- |
| T37 가마치 니시테쓰 후쿠오카(덴진) 방면 | ■ 보통                      | 니시테쓰야나가와 T39 오무타 방면 |